# Нішемі
Нішемі (італ. Niscemi, сиц. Niscemi) — муніципалітет в Італії, у регіоні Сицилія,  провінція Кальтаніссетта.
Нішемі розташоване на відстані близько 560 км на південь від Рима, 140 км на південний схід від Палермо, 50 км на південний схід від Кальтаніссетти.
Населення — 28 027 осіб (2014).
Щорічний фестиваль відбувається 21 травня. Покровитель — Madonna Santissima del Bosco.

## Демографія
Населення за роками:

Станом на 1 січня 2023 року в муніципалітеті офіційно проживало 669 іноземців з 34 країн, серед них 416 громадян країн Євросоюзу та 5 громадян України.

## Сусідні муніципалітети
- Бутера
- Кальтаджіроне
- Джела
- Маццарино